# اندیس درزه
درزه یک اندیس فلزی است که در حوالی شهر رامشک استان کرمان قرار دارد و مادهٔ معدنی موجود در آن، مس است.سنگ میزبان این اندیس بازالت بالشی است و دیرینگی آن به دوران کرتاسه بالایی تا ائوسن می‌رسد. در این اندیس، پاراژنز‌های لیمونیت یافت می‌شوند.